# Sorrow Throughout the Nine Worlds
Sorrow Throughout the Nine Worlds — дебютный мини-альбом шведской мелодик-дэт-метал-группы Amon Amarth. Мини-альбом вышел 5 апреля 1996 года на сингапурском лейбле Pulverised Records тиражом в 1500 экземпляров. Весь EP в итоге был переиздан на версии «Viking Edition» альбома Versus the World.
Критики отмечают «быстрые штормы из риффов, хриплый вокал и типичные скандинавские мелодии».

## Список треков
Слова и музыка всех песен — Amon Amarth.
| №                   | Название                                  | Длительность |
| ------------------- | ----------------------------------------- | ------------ |
| 1.                  | «Sorrow Throughout the Nine Worlds»       | 3:50         |
| 2.                  | «The Arrival of the Fimbul Winter»        | 4:26         |
| 3.                  | «Burning Creation»                        | 5:03         |
| 4.                  | «The Mighty Doors of the Speargod's Hall» | 5:42         |
| 5.                  | «Under the Grayclouded Winter Sky»        | 5:38         |
| Общая длительность: | Общая длительность:                       | 24:39        |

## Участники записи
- Йохан Хегг — вокал
- Олави Микколен — электрогитара
- Андерс Ханнсон — электрогитара
- Тэд Люндстром — бас-гитара
- Нико Каукинен — ударные
- Петер Тэгтгрен — сведение, мастеринг